# Forêt nationale de Siuslaw
La forêt nationale de Siuslaw est une forêt fédérale protégée située dans l'Oregon, aux États-Unis.

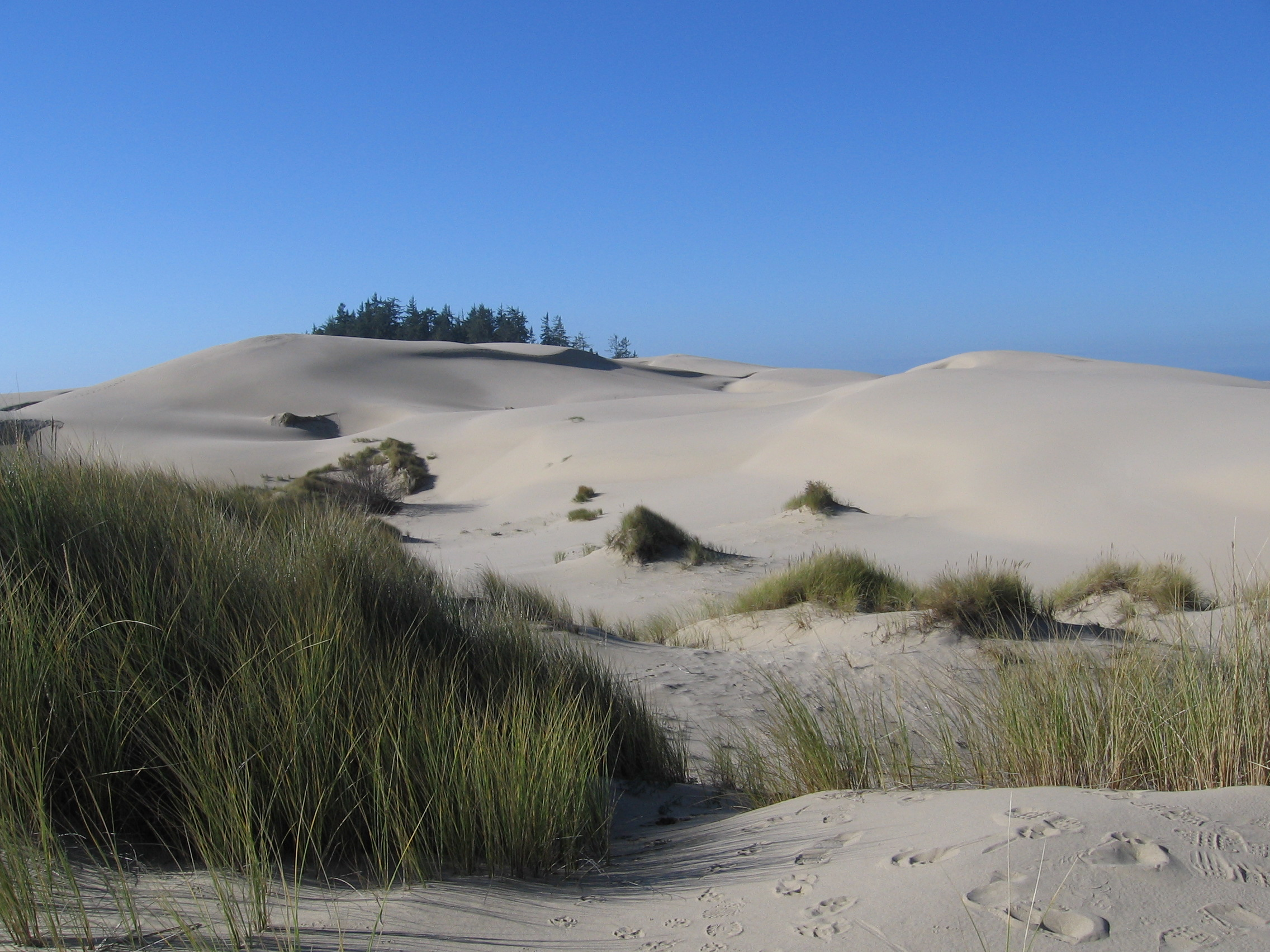
Les dunes Sand.

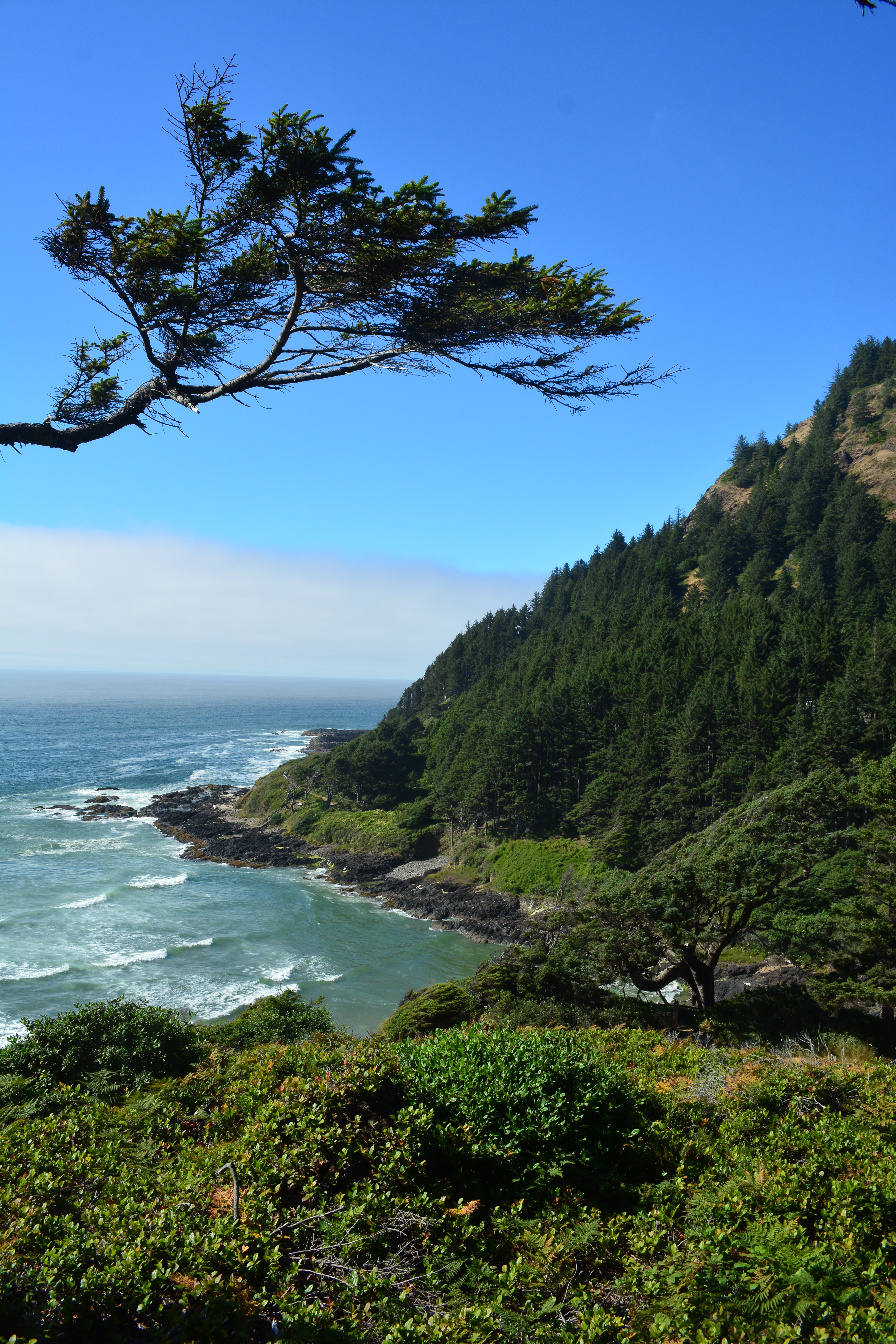
Cape Perpetua, au bord de la forêt nationale de Siuslaw. Aout 2022.